# Seleção dependente de frequência
A seleção dependente de frequência é um processo evolutivo no qual a aptidão de um fenótipo ou genótipo depende da composição fenotípica ou genotípica de uma determinada população.
- Na seleção dependente de frequência positiva, a aptidão de um fenótipo ou genótipo aumenta à medida que se torna mais frequente.
- Na seleção dependente de frequência negativa, a adequação de um fenótipo ou genótipo diminui à medida que se torna mais frequente. Este é um exemplo de seleção balanceadora.
- De forma mais geral, a seleção dependente de frequência inclui quando as interações biológicas fazem a aptidão de um indivíduo depender das frequências de outros fenótipos ou genótipos na população.[1]

Geralmente, a seleção dependente de frequência resulta de interações interespecíficas (predação, parasitismo ou competição), ou intraespecíficas (geralmente competitivos ou simbióticos), e tem sido frequentemente discutida em relação às adaptações anti-predação. A seleção dependente de frequência pode levar a equilíbrios polimórficos, que resultam de interações entre genótipos dentro das espécies, da mesma forma que equilíbrios multiespécies requerem interações entre espécies em competição (por exemplo, onde os parâmetros αij na equação de Lotka-Volterra são diferentes de zero). A seleção dependente de frequência também pode levar ao caos dinâmico quando a aptidão de alguns indivíduos torna-se muito baixa em frequências alélicas intermediárias.

## Seleção dependente de frequência negativa

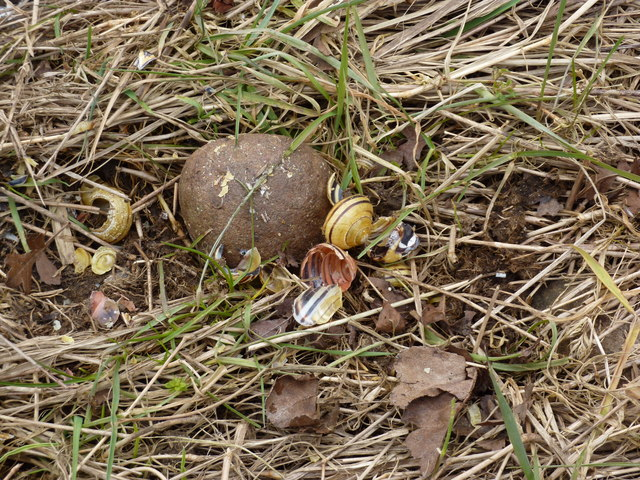
Pedra bigorna, onde um tordo abriu as conchas de caramujos polimórficos, pode ser usadas para quantificar a seleção com base na frequência.

A primeira declaração explícita de seleção dependente de frequência parece ter sido feita por Edward Bagnall Poulton em 1884 em relação à capacidade de predadores de manter polimorfismo de cor em suas presas.
Talvez a declaração moderna mais conhecida do princípio seja o artigo de Bryan Clarke de 1962 sobre seleção apostática (um sinônimo de seleção dependente de frequência negativa). Clarke discutiu os ataques de predadores a caramujos britânicos polimórficos, citando o trabalho clássico de Luuk Tinbergen como prova de que predadores como aves tendem a se especializar em formas comuns. Clarke posteriormente argumentou que a seleção balanceadora dependente de frequência poderia explicar polimorfismos moleculares (muitas vezes na ausência de heterose), em oposição à teoria neutralista da evolução molecular.
Outro exemplo são os alelos de autoincompatibilidade em plantas. Quando duas plantas compartilham o mesmo alelo de incompatibilidade, elas são incapazes de acasalar. Assim, uma planta com um alelo novo (e, portanto, raro) tem mais sucesso no acasalamento e seu alelo se espalha rapidamente pela população.
Outro exemplo similar são os alelos csd de abelha melífera. Uma larva homozigótica em csd é inviável. Assim, alelos raros se espalham pela população, empurrando o pool gênico em direção a um equilíbrio ideal onde todos os alelos são igualmente comuns.
O complexo principal de histocompatibilidade (MHC) está envolvido no reconhecimento de antígenos e células estranhas, e a seleção dependente de frequência pode explicar o alto grau de polimorfismo no MHC.
Na ecologia comportamental, a seleção dependente de frequência negativa frequentemente mantém múltiplas estratégias comportamentais dentro de uma espécie. Um exemplo clássico é o modelo Hawk-Dove de interações entre indivíduos em uma população. Em uma população com duas características A e B, ser de uma forma é melhor quando a maioria dos membros está na outra forma. Como exemplo, os lagartos-de-mancha-lateral machos têm três morfos: que defendem grandes territórios e mantêm grandes haréns de fêmeas, defendem territórios menores e mantêm uma fêmea, ou imitam as fêmeas para obter acasalamentos dos outros dois morfos. Esses três metamorfoses participam de um tipo de interação de "pedra-papel-tesoura", de modo que nenhum metamorfo supera completamente os outros dois.
Um equívoco comum é associar a causa da diversidade genética das glicoproteínas hemaglutinina (HA) da influenza à seleção dependente de frequência negativa. Na verdade, a taxa de propagação de uma cepa de influenza em particular está ligada à abundância absoluta, não à abundância relativa, e a seleção dependente de frequência negativa não está envolvida.

## Seleção dependente de frequência positiva

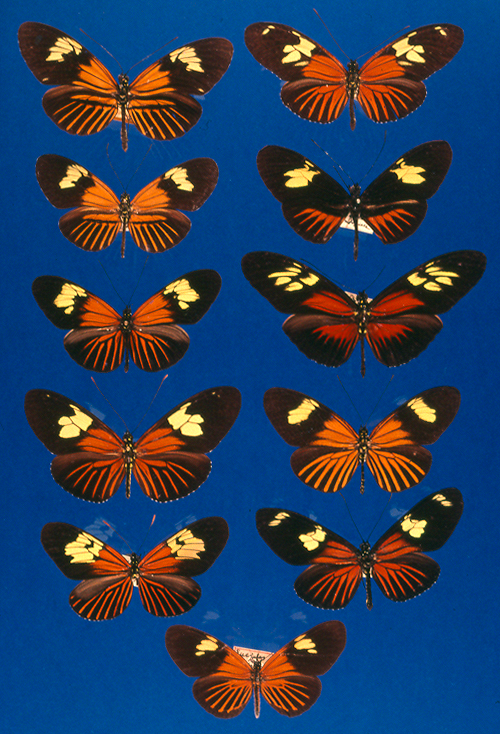
Espécies miméticas müllerianas de Heliconius da América do Sul

A seleção dependente de frequência positiva favorece os fenótipos mais comuns, ou seja, com o aumento da frequência de um alelo, seu valor adaptativo também aumenta. Um bom exemplo é a coloração de advertência em espécies apossemáticas. Predadores são mais propensos a se lembrar de um padrão de coloração comum que já encontraram com frequência do que de uma coloração rara. Assim, novos mutantes ou migrantes que têm padrões de cores diferentes são eliminados da população por predação diferencial. A seleção dependente de frequência positiva fornece a base para o mimetismo mülleriano, conforme descrito por Fritz Müller, porque todas as espécies envolvidas são apossemáticas e compartilham o benefício de um sinal comum e honesto para predadores em potencial.
Outro exemplo complicado ocorre no mimetismo batesiano. Por exemplo, é observado com a inofensiva cobra-real escarlate (Lampropeltis elapsoides) e a venenosa cobra-coral oriental (Micrurus fulvius). A cobra-real escarlate é polimórfica e o padrão imitativo do coral predomina apenas nas áreas onde coincide com ele e suas bordas, visto que em outros locais esse padrão não produz benefícios. Em locais onde as espécies estavam em profunda simpatria, o fenótipo da cobra-real escarlate era bastante variável devido à seleção relaxada. Mas onde o padrão era raro, o padrão não trazia nenhum benefício. A cobra-rei escarlate apresenta muito menos variações na fronteira alopatria/simpatria, muito provavelmente devido ao aumento da seleção, uma vez que a cobra-coral oriental é rara, mas presente, nesta fronteira. Portanto, a coloração só é vantajosa quando se torna comum.